# Jozef Storme
Jozef Storme (Wervik, 2 juli 1913 - Kortrijk, 12 maart 1981) was een Belgisch politicus.

## Levensloop
Jozef Storme was een zoon van de lederhandelaar Emiel Storme en van Emma Lelieur. In 1948 trouwde hij in Proven met Anna Gruwez.
Na de humaniora te hebben gevolgd aan het Klein Seminarie van Roeselare, begon hij zijn loopbaan als bediende-propagandist bij het Algemeen Christelijk Werkersverbond in Ieper (1938-1940). Hij nam deel aan de Achttiendaagse Veldtocht en was krijgsgevangen tot in oktober 1940. Van 1940 tot 1946 was hij bediende bij de stad Wervik.
Na de oorlog werd hij:
- secretaris (1945) en voorzitter (1946) van de CVP in het arrondissement Wervik;
- voorzitter van het ACW Wervik (1946-1967).

## Gedeputeerde
In februari 1946 werd Storme verkozen tot CVP-provincieraadslid voor het district Ieper en werd onmiddellijk verkozen tot lid van de Bestendige Deputatie. Hij nam uit beide functies ontslag in november 1971.
Hij werd gedeputeerde bevoegd voor cultuur, jeugdzorg en volksgezondheid. Vooral het eerste kreeg al zijn aandacht. Gedurende vijfentwintig jaar bepaalde hij in grote mate de politiek die in West-Vlaanderen werd gevoerd op dit gebied. Te vermelden zijn:
- De oprichting van een West-Vlaamse collectie voor hedendaagse schilderkunst. Hij bepaalde het opkopen van volledige collecties, zoals die van Gustave Van Geluwe en van Tony Herbert. De aangroeiende collectie werd eerst bewaard in de stedelijke musea van de stad Brugge, vervolgens in de Hallen in Ieper en ten slotte in Oostende, onder de naam Kunstmuseum aan Zee of MuZee.
- Hij nam het initiatief tot oprichting van de provinciale dienst voor cultuur (1945-1955) die heel wat initiatieven nam en vooral ook de betoelaging aan de culturele verenigingen organiseerde.
- Hij was voorzitter van de verschillende provinciale commissies die betrekking hadden op het cultureel leven: toneel, schone kunsten, vocale kunst, muziektoernooien, literatuur, bibliotheken, volksontwikkeling, toneel enz.
- Hij stichtte het Christelijk Vlaams Kunstenaarsverbond (CVKV) en was voorzitter van de vereniging.
- Deze vereniging stichtte in 1951 het maandblad West-Vlaanderen (vanaf 1965 Vlaanderen) waarvan hij voorzitter van de redactieraad was.
- In 1959 nam hij het initiatief tot oprichting van de Interprovinciale Cultuurraad voor Vlaanderen.

Storme nam ontslag in november 1971. Hij was toen achtenvijftig en trok zich terug uit de politieke activiteiten. Hij bleef alleen nog actief in enkele verenigingen. Hij overleed tien jaar later.

## Talrijke activiteiten
Tijdens zijn loopbaan was Storme betrokken bij talrijke activiteiten:
- ondervoorzitter van de provinciale commissie voor sociale voorzorg (1948-1958);
- lid van de provinciale commissie voor volksgezondheid (1952);
- lid van de Studiecommissie van het grensarbeidersvraagstuk (1951);
- ondervoorzitter van de Studiecommissie voor de bejaardenzorg (1966);
- lid van de provinciale commissie voor bijzondere jeugdzorg (1971à;
- lid van het comité van toezicht op de Nationale Maatschappij van Buurtspoorwegen (1946-1949), lid van de raad van bestuur (1949-1958), ondervoorzitter (1958-1967) en voorzitter (1967-1971);
- lid (1947) en ondervoorzitter (1950) van de Provinciale commissie voor de strijd tegen de woningnood;
- voorzitter van de provinciale pensioenkas voor gemeentebedienden (1961);
- voorzitter van de Cultuurraad van de stad Wervik (1973-1978);
- voorzitter van Jongerenzorg Zuid-West-Vlaanderen;
- voorzitter van de Vereniging voor de derde leeftijd;
- bestuurder van 'Ons eigen dorp' (1972-1977), vervolgens 'Gehandicaptenzorg van de Westhoek' (1977-1981);
- lid van het hoofdbestuur van het Davidsfonds (1972-1977).

## Publicaties
- Heilig-Hartspel, Wervik, 1947.
- Overheidszorg in West-Vlaanderen, Brussel, 1958.